# Ignacy von Bninsky
Ignacy Graf von (Bnin-)Bninsky (* 1. Februar 1820 auf Schloss Samostrzel bei Nakel, Kreis Wirsitz; † 16. Juni 1893 ebenda) war ein polnischstämmiger preußischer Graf, Gutsbesitzer und Politiker und von 1855 bis 1893 Mitglied des Preußischen Herrenhauses.

## Herkunft
Die Anerkennung des Grafenstandes in Preußen erfolgte am 12. Juni 1816 für seinen Vater. Ignacy war ein Sohn des Joseph Graf Bninsky (1787–1846) und dessen Ehefrau Marianna, geborene Gasiorowska (1793–1840). Sein Vater war Herr auf Samostrzel, Mrozowo, Kratzki, Chmielin, Dombke und Zielasno im Kreis Wirsitz.

## Leben
Bninski war Rittergutsbesitzer in Gultowy (Kreis Schroda) und Rittmeister in der Preußischen Armee. Er war aktiv im polnischen Vereinswesen und nahm 1846 sowie 1848 an den polnischen Aufständen teil. Anschließend nahm er eine loyalistische Position ein. 1855 wurde er Mitglied des Herrenhauses auf Lebenszeit. Bninsky war ferner Ehrenritter des Malteserordens.

## Familie
Bninsky heiratete am 4. Februar 1845 in Neustadt bei Vinne Emilie Gräfin Lacka (1826–1907). Das Paar hatte mehrere Kinder:
- Emilia (* 1846) ⚭ 1866 Karl Graf Mielzynski († 1904)
- Boleslaus (* 1849) ⚭ 1883 Katharina von Taczanowska (1864–1891)
- Maria (* 1851), Herrin auf Samostrzel